# Atletica leggera ai Giochi della XXII Olimpiade - 200 metri piani maschili
I 200 metri piani hanno fatto parte del programma maschile di atletica leggera ai Giochi della XXII Olimpiade. La competizione si è svolta nei giorni 27-28 luglio 1980 allo Stadio Lenin di Mosca.

## Assenti a causa del boicottaggio
Nota: le prestazioni si riferiscono all'anno olimpico.
| Primato mondiale stagionale                       | 20"08 | 15 giugno | LaMonte King    |
| Secondo miglior tempo ai campionati nazionali USA | 20"34 | 15 giugno | Emmit King      |
| Terzo miglior tempo ai campionati nazionali USA   | 20"37 | 15 giugno | Millard Hampton |

## La gara
Nei Quarti il britannico Wells, fresco vincitore dei 100, segna 20"59. Pietro Mennea lo eguaglia subito dopo. Il cubano Silvio Leonard prevale nella prima  semifinale (20"61), mentre Allan Wells si qualifica con l'ultimo tempo. Nella seconda, Mennea (20"70) tiene a bada il campione in carica Quarrie.

Finale: il sorteggio assegna a Mennea l'ottava corsia, con Wells alla sua sinistra in settima. Mennea parte piano, all'imbocco del rettilineo è solo quarto. Wells è nettamente davanti, con circa 2 metri di vantaggio su Leonard e Quarrie. Ma proprio nel rettilineo si innesca la reazione rabbiosa del barlettano che recupera centimetro su centimetro fino a vincere la gara per 2 centesimi su Wells. Il distacco tra il terzo, Quarrie, ed il quarto, Leonard, è ancora più ridotto: 1 solo centesimo.

## Risultati

### Turni eliminatori
| 9 Batterie         | 27 luglio | 63 partenti   | Si qualificano i primi 3 + i 5 migliori tempi. |
| 4 Quarti di finale | 27 luglio | 8 + 8 + 8 + 8 | Si qualificano i primi 4.                      |
| 2 Semifinali       | 28 luglio | 8 + 8         | Si qualificano i primi 4.                      |
| Finale             | 28 luglio | 8 concorrenti |                                                |

### Finale
| Posizione | Nome           | Paese         | Tempo | Note |
| --------- | -------------- | ------------- | ----- | ---- |
| Oro       | Pietro Mennea  | Italia        | 20"19 |      |
| Argento   | Allan Wells    | Gran Bretagna | 20"21 |      |
| Bronzo    | Don Quarrie    | Giamaica      | 20"29 |      |
| 4         | Silvio Leonard | Cuba          | 20"30 |      |
| 5         | Bernhard Hoff  | Germania Est  | 20"50 |      |
| 6         | Leszek Dunecki | Polonia       | 20"68 |      |
| 7         | Marian Woronin | Polonia       | 20"81 |      |
| 8         | Osvaldo Lara   | Cuba          | 21"19 |      |